# Racismo ambiental
Racismo ambiental é um termo criado e utilizado nos Estados Unidos, para descrever a injustiça ambiental em contexto racializado. Refere-se a como comunidades de minorias étnicas são sistematicamente submetidas a situações de degradação ambiental. Em sentido mais amplo, descreve as relações ecológicas desiguais entre o Norte e o Sul Global, associando-se ao colonialismo, ao neoliberalismo e à globalização.
O racismo ambiental é uma forma específica de injustiça ambiental, na qual acredita-se que a causa subjacente é a discriminação étnico-racial.

## Conceito
O racismo ambiental (ou racismo meio ambiental) é um termo usado para descrever situações de injustiça social no meio ambiental em contexto racializado, ou seja, nas quais comunidades pertencentes a minorias étnicas, como as populações indígenas, negras e asiáticas, são particularmente afetadas.
Situações de injustiça ambiental podem incluir a inacessibilidade a recursos naturais (como ar limpo, água potável e outros benefícios ecológicos), a exclusão da tomada de decisão sobre territórios tradicionais e recursos naturais locais, e também o sofrimento das mazelas das degradações ambientais, como: inundações; queimadas; poluição; contaminação pela extração de recursos naturais e industriais; exposição à resíduos tóxicos; ausência de saneamento básico; situação precária de moradia.
Normalmente, quando referido dentro de um contexto internacional, o racismo ambiental descreve as relações ecológicas desiguais entre as nações industrializadas (o Norte Global) e países mais pobres (o Sul Global). Neste sentido, associa-se diretamente às heranças da história colonial e do neocolonialismo sobre as minorias étnicas, bem como, às forças do neoliberalismo e da globalização advinda das grandes potências capitalistas sobre a biodiversidade nativa e comunidades locais dos países emergentes.

### Origem

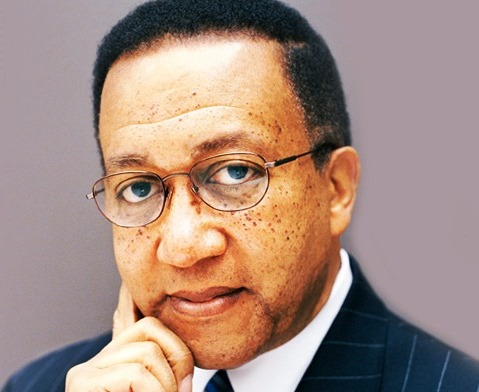
Benjamin Chavis, ativista que cunhou o termo.

O termo "racismo ambiental" foi cunhado em 1982 pelo norte-americano Benjamin Chavis, ativista do movimento dos direitos civis nos Estados Unidos. Acredita-se que a frase foi usada pela primeira vez no ano de 1982, no momento em que Chavis gritou "Isto é racismo ambiental!" ao ser preso, durante protesto contra um aterro químico de Bifenilpoliclorado no estado da Carolina do Norte, nos Estados Unidos. Neste contexto, Bejamin Chavis cunhou o termo para se referir à:
Discriminação racial no ataque deliberado às comunidades étnicas e minoritárias por meio de sua exposição à locais e instalações de resíduos tóxicos e perigosos, juntamente com a exclusão sistemática de minorias na elaboração, cumprimento e reparação das políticas ambientais. [tradução livre]

Conhecido por ter sido, ainda adolescente, assistente de Martin Luther King Jr., Benjamin Chavis foi, posteriormente, notório membro de várias organizações negras estadounidenses, como a Associação Nacional para o Progresso de Pessoas de Cor.

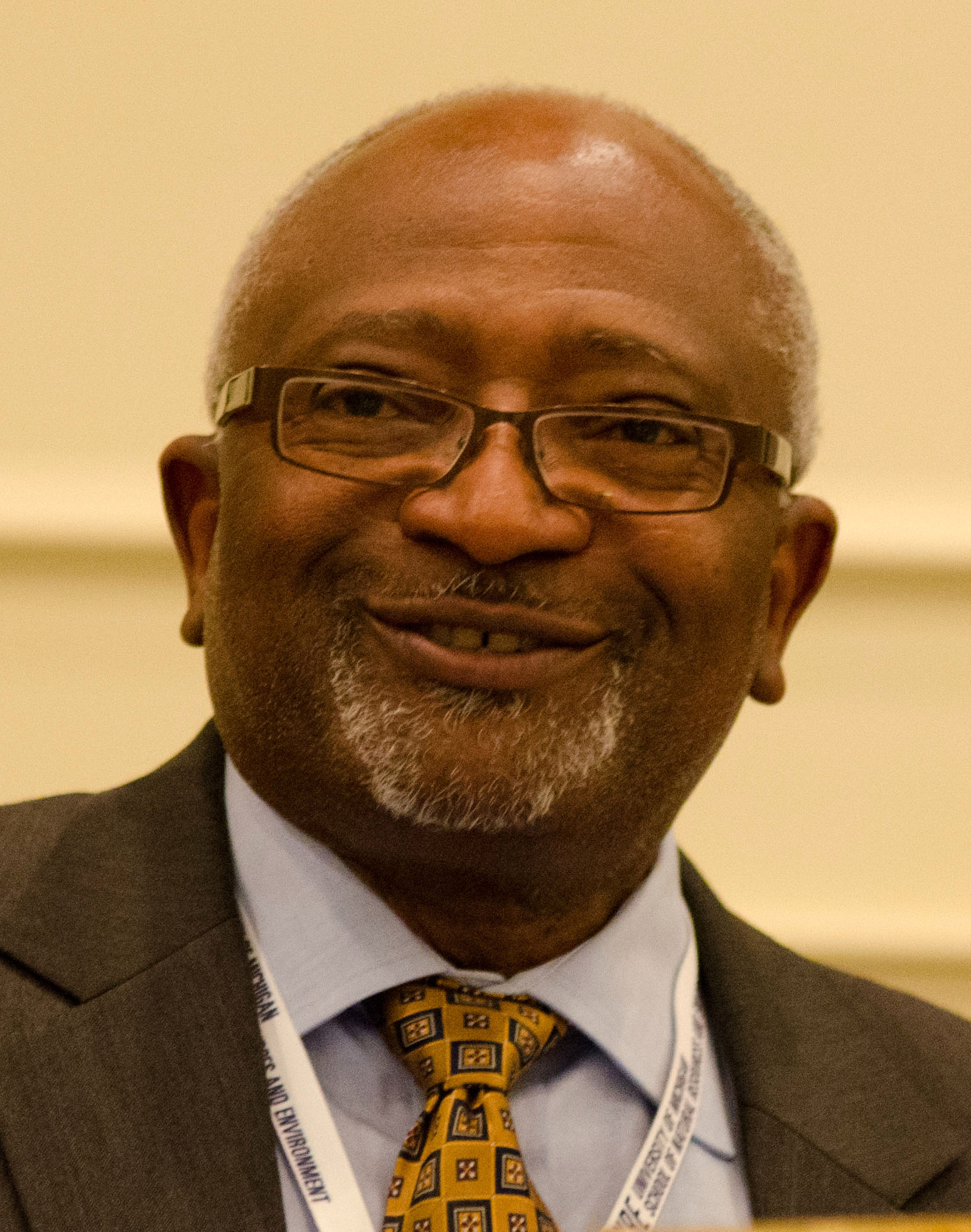
Robert D. Bullard, "pai da Justiça Ambiental".

O conceito foi expandido no livro Confronting environmental racism: voices from the grassroots ("Confrontando o racismo ambiental: vozes do movimento de base", tradução live para o português). Esta obra, publicada no ano de 1993, foi organizada pelo intelectual negro Robert D. Bullard, também norte-americano, conhecido por ter cunhado o termo justiça ambiental. No prefácio ao livro de Bullard, Chavis definiu racismo ambiental como:
Discriminação racial na elaboração das políticas ambientais, aplicação e regulação de leis, o ataque deliberado às comunidades de cor por meio de instalações de resíduos tóxicos, a sanção oficial de venenos e poluentes cuja presença causa risco de vida para nossas comunidades e a história da exclusão de pessoas de cor da liderança dos movimentos ecologistas [tradução livre]

### Direitos civis e ambientais
Ao longo das décadas 1960, 1970 e 1980, os movimentos por direitos civis nos Estados Unidos conviveram com os movimentos por justiça ambiental. Suas pautas se aproximaram em vários pontos. Covergiram na mobilização de pessoas preocupadas com suas localidades e com a saúde comunitária, ecoando preocupação ambiental e empoderamento político na luta antirracista.
O reconhecimento da noção de racismo ambiental impulsionou o movimento social de justiça ambiental e redefiniu o ambientalismo, movimento que ganhou força nas décadas de 1970 e 1980 nos Estados Unidos.

### Internacionalização
Embora o termo tenha origem estadounidense, o racismo ambiental passou a ser utilizado em nível internacional. Exemplos incluem sua utilização por comunidades marginalizadas do Sul Global frente à importação de resíduos perigosos permitidas pelas políticas ambientais de seus países - liberais em relação às pressões das grandes corporações do Norte Global.
No Brasil, foi realizado no ano de 2001 o "Primeiro colóquio internacional sobre justiça ambiental, trabalho e cidadania" na cidade do Rio de Janeiro, marcando a criação da Rede Nacional de Justiça Ambiental. No ano de 2005 ocorreu o "Primeiro seminário brasileiro contra o racismo ambiental". Desta maneira, estes dois termos, originados no contexto norte-americano, foram importados e adaptados para explicar a realidade brasileira.

## América Latina
Na América Latina, o termo racismo ambiental se difundiu, com mais força, a partir dos anos 2000.
Além da histórica e elevada desigualdade social e discriminação étnica, as situações de injustiça ambiental emergiram em virtude da situação política e econômica dos países latino-americanos no cenário internacional, marcada pela exploração intensiva e simultânea tanto dos recursos naturais, quanto da força de trabalho.

### Brasil
Além de marcado por forte concentração de renda e de poder, inúmeras situações de injustiça ambiental e conflitos étnicos são historicamente observados no contexto brasileiro.

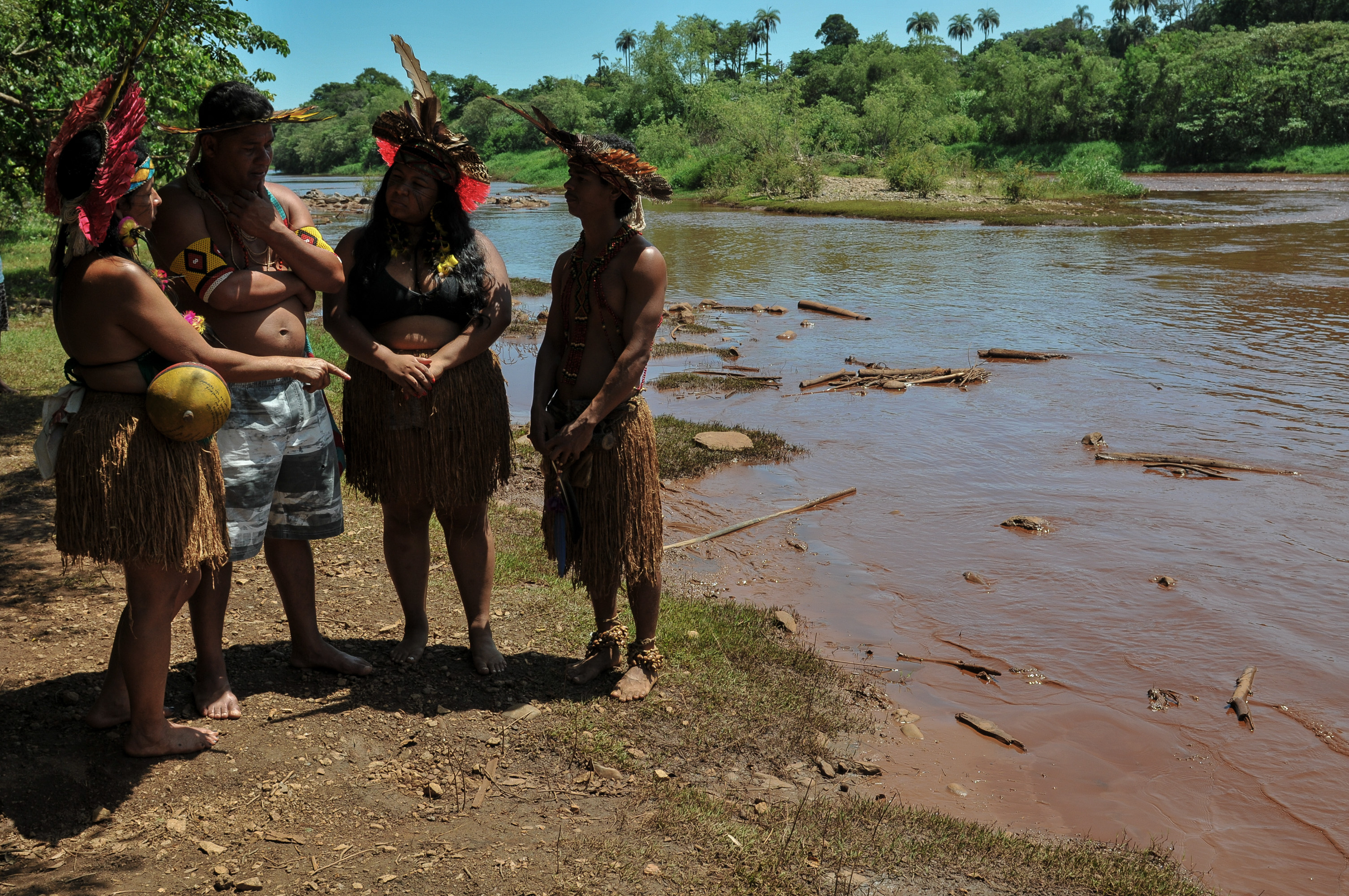
Crime ambiental em Brumadinho (Minas Gerais, Brasil): lama tóxica matou o rio que sustentava os Pataxó.

Dois dos maiores desastres ambientais da história recente do Brasil comprovam as teorias de racismo e injustiça ambiental:
- 84,5% das vítimas imediatas do rompimento da barragem em Mariana em Minas Gerais eram negras. O desastre do ano de 2015 foi de responsabilidade direta da mineradora Samarco, que poluiu a bacia do Rio Doce com rejeitos de mineração, destruiu casas e matou 19 pessoas. A lama tóxica contaminou as águas do rio, matando peixes e a subsistência de comunidades ribeirinhas e do povo indígena krenak.[19][20]
- 58,8% dos 259 mortos e 70,3% dos 11 desaparecidos do rompimento da barragem em Brumadinho, também em Minas Gerais, se declaravam como não-brancos e tinham renda média abaixo de 2 salários mínimos. O desastre de 2019, responsabilidade da mineiradora Vale, trouxe igualmente injustiça ambiental para a população da região, incluindo o povo pataxó.[20][21]

Comunidades quilombolas, ribeirinhas e ligadas ao extrativismo sustentável também são grupo afetados pelo racismo e injustiça ambiental no Brasil.
No Brasil, o racismo e a injustiça ambiental recrudesceu-se com o fenômeno do bolsonarismo. A política ambiental do governo Bolsonaro ameaçou esforços globais de preservação do meio ambiente com ações no escopo do necropolítica, como por exemplo: ameaças contra os direitos de povos indígenas e quilombolas com incentivo aos desmatamentos e a liberação de agrotóxicos; bem como a falta de medidas contra a COVID-19, que afetou desproporcionalmente as populações de favela.
Em janeiro de 2024, o conceito entrou em voga na mídia brasileira depois que a ministra da igualdade racial, Anielle Franco, associou ao racismo ambiental aos danos causados por enchentes então ocorridas no Rio de Janeiro.

#### Favelas
O racismo ambiental também se expressa em sua esfera urbana, apesar da luta ambientalista estar frequentemente ligada aos biomas de floresta ou localidades rurais no geral.

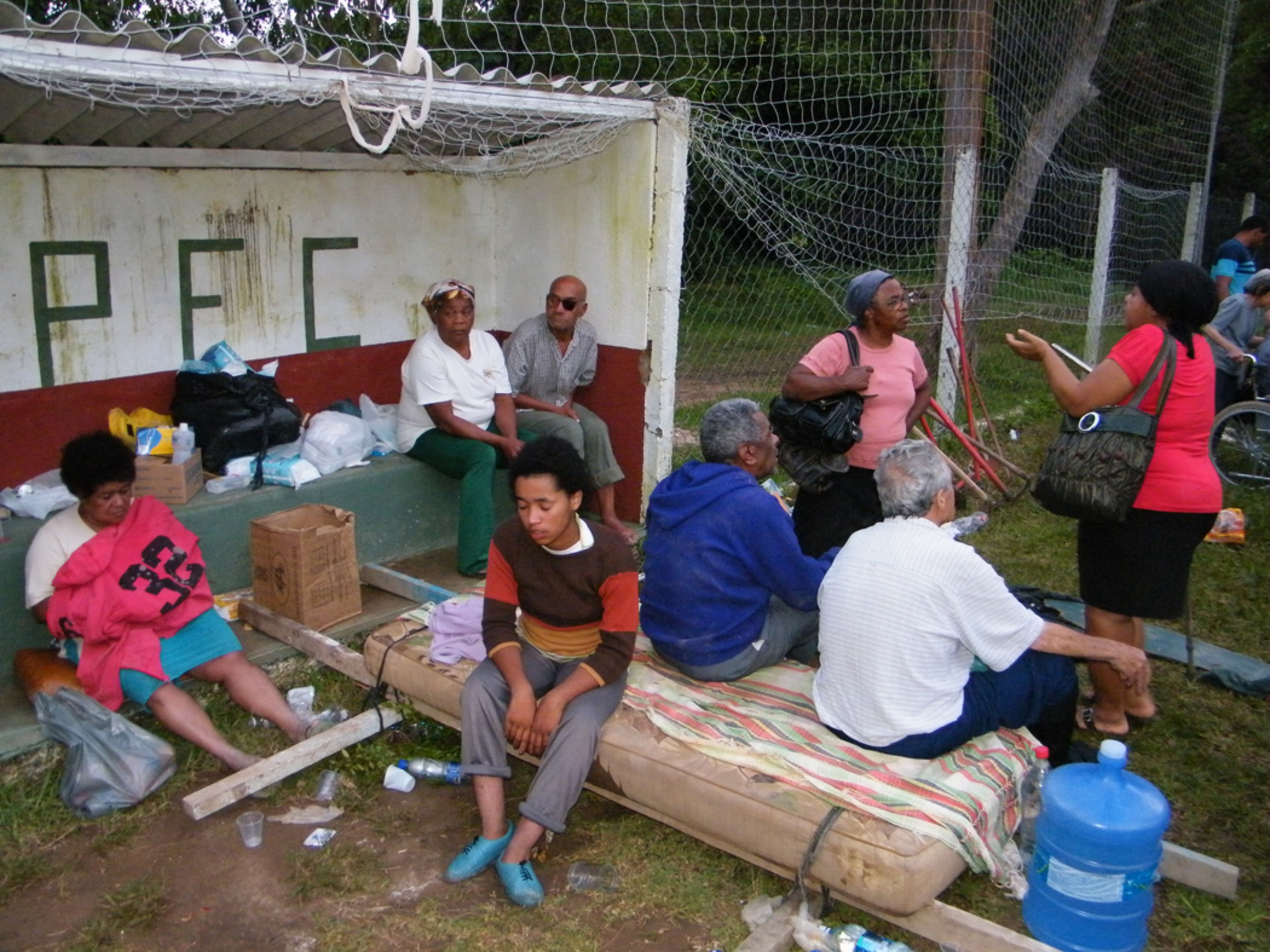
Moradores do estado do Rio de Janeiro afetados pelas enchentes de 2011.

No Brasil, em especial, as favelas e regiões de periferia são regiões racializadas e marcadas por um série de violações de direitos, dentre eles, aqueles que giram em torno da tríade "saneamento, saúde e meio ambiente". A negligência da saúde ambiental em saneamento da população negra das periferias e favelas do Brasil é considerada uma forma institucionalizada de racismo ambiental.
Em 2024, o tema entrou em voga na mídia brasileira por conta da associação feita por Anielle Franco, então Ministra da igualdade racial do país, entre o racismo ambiental e os efeitos desproporcionais das enchentes no Rio de Janeiro, ocorridas em 14 de janeiro.
Além de se expressar por meio da esfera da saúde ambiental, o racismo ambiental nestes locais também se reflete nas altas taxas de homicídio de jovens negros, fenômeno por vezes denominado "genocídio do povo negro".

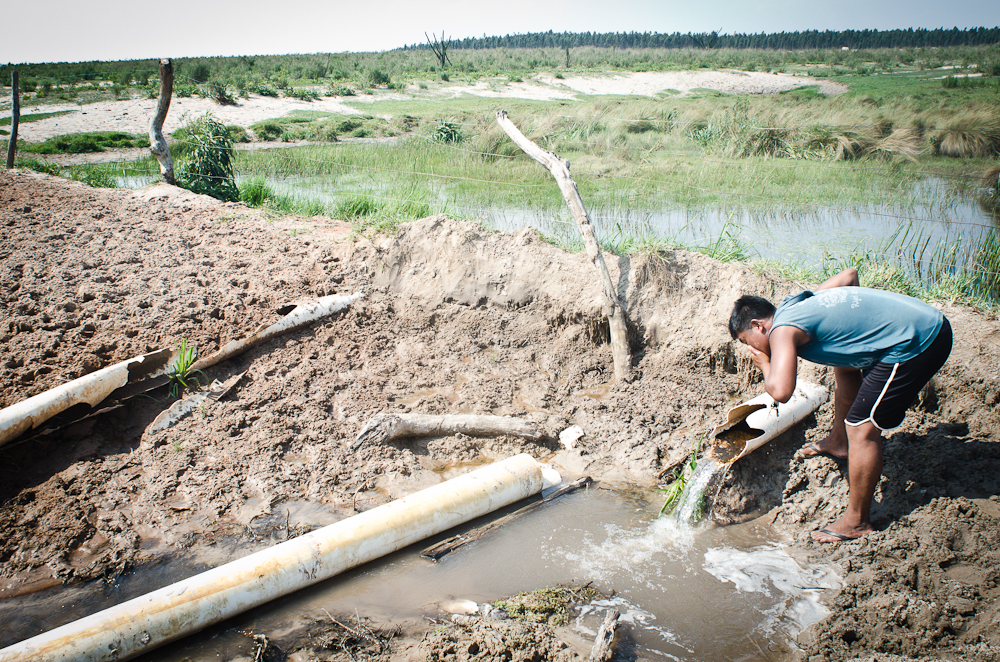
Contaminação da água por agrotóxicos do agronegócio na aldeia guarani-kaiowá de Pyelito Kue (Iguatemi, Mato Grosso do Sul, Brasil), 2012

#### Terras Indígenas
Os povos indígenas são também acometidos pelo racismo ambiental no Brasil. A contaminação de suas aldeias por agrotóxicos associados ao avanço do agronegócio em território indígena, a falta de território para a manutenção de seus modos tradicionais de vida, a exploração sexual de menores e a precarização da mão de obra, estão entre as causas, por exemplo, do alto índice de suicídio entre os jovens indígenas. O conflito por terra também é responsável por um alto nível de assassinatos de lideranças e desocupações de comunidades.
No ano de 2019, em face ao racismo ambiental, foram registrados:

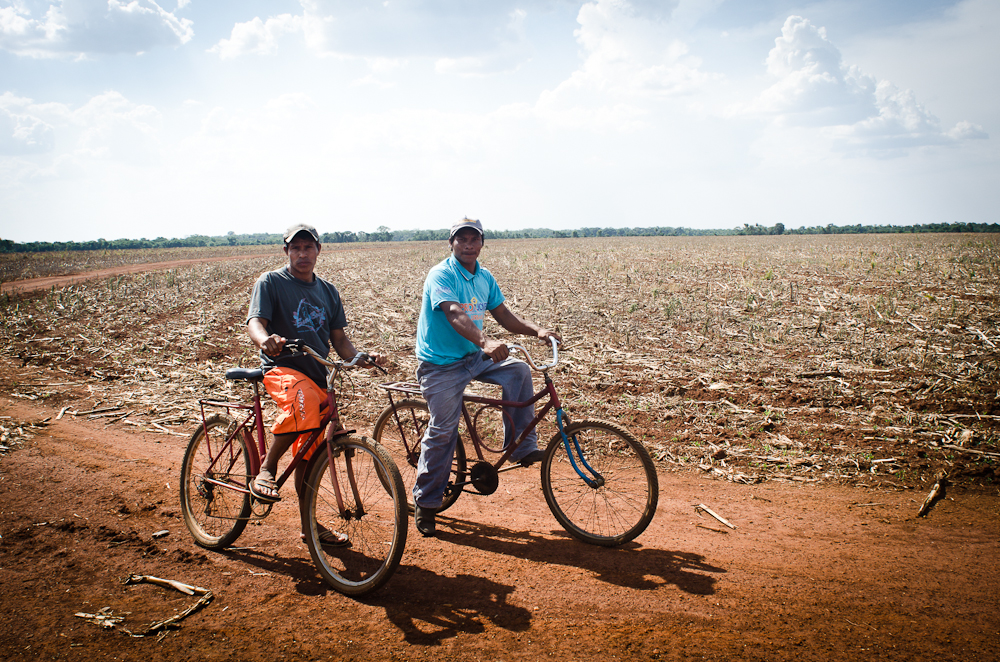
A cultura devastadora da cana-de-açúcar nas terras tradicionalmente guarani-kaiowá (Dourados, Mato Grosso do Sul, Brasil), 2012.

| número de casos | categoria da violência                             | observações                                                  |
| --------------- | -------------------------------------------------- | ------------------------------------------------------------ |
| 1.120           | violências contra o patrimônio dos povos indígenas | 256 casos de exploração ilegal de recursos naturais          |
| 135             | mortes por assassinato                             | 42 casos no bioma da Amazônia e 40 casos no bioma do Cerrado |
| 133             | suicídios                                          | 59 casos no Amazonas e 34 no Mato Grosso do Sul              |

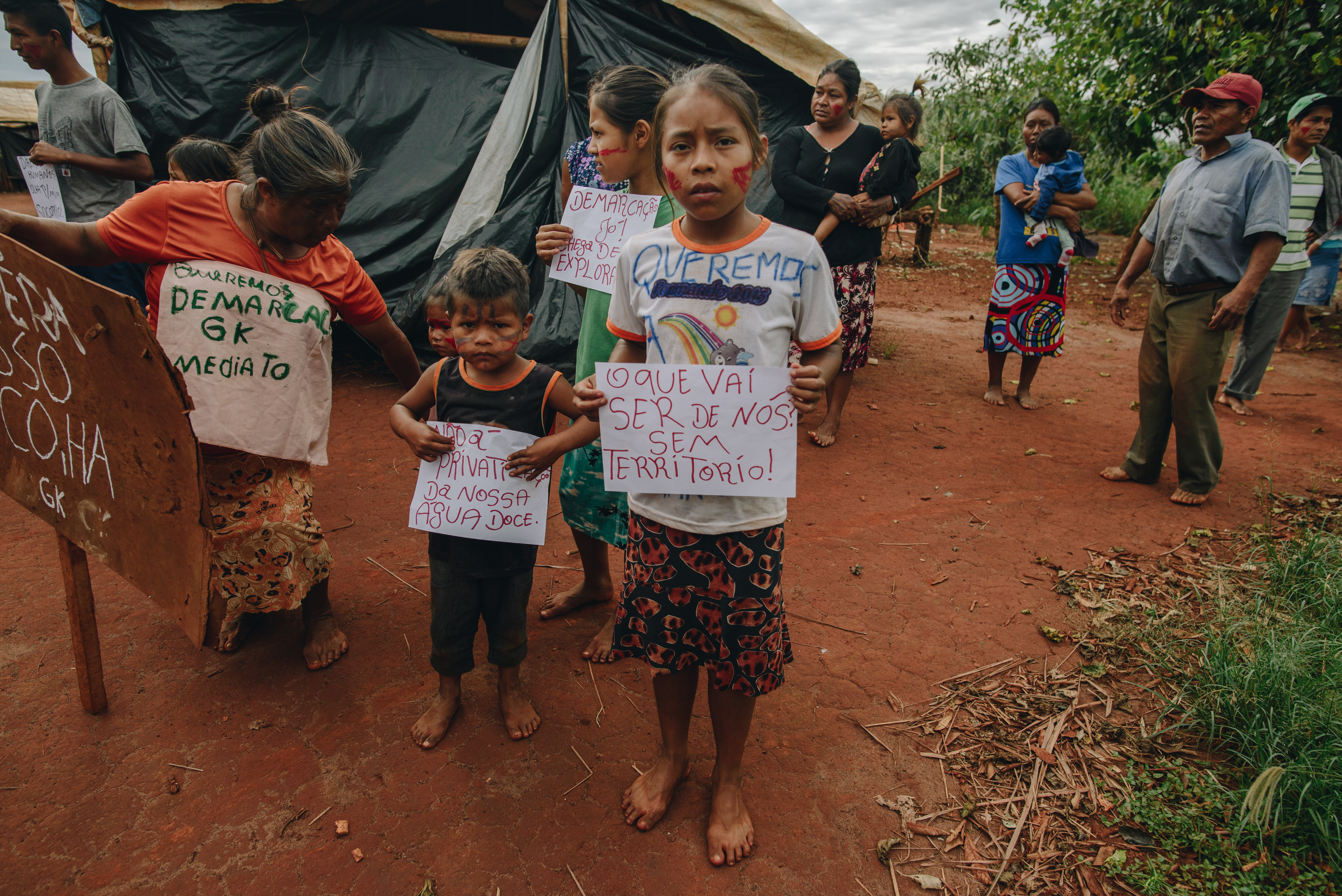
Guarani-Kaiowá da aldeia Guyraroka protestam contra as injustiças ambientais (Caarapó, Mato Grosso do Sul), 2018

Além das exploração ilegal do meio ambiente e dos assassinatos, uma grande faceta do racismo ambiental é a violência autoinfligida. O suicídio entre indígenas, fenômeno associado aos jovens, reflete as pressões da recorrência de situações violentas e dos racismos cotidianos. Nos primeiros 19 anos do século XXI, a população Guarani-Kaiowá, do estado do Mato Grosso do Sul, sofreu uma média de 45 suicídios por ano. O confronto ao racismo ambiental e a defesa dos direitos do meio ambiente são grandes frentes do ativismo indígena contemporâneo.